# Sarraltroff
Sarraltroff é uma comuna francesa na região administrativa de Grande Leste, no departamento de Mosela. Estende-se por uma área de 11,97 km². Em 2010 a comuna tinha 769 habitantes (densidade: 64,2 hab./km²).